# Ulrich Scheske
Friedrich Franz Ulrich Scheske (* 21. März 1915 in Berlin; † 3. Oktober 1994 in Dornbirn) war ein deutscher Diplomat, der von 1967 bis 1971 Botschafter in Thailand, 1971 bis 1973 Botschafter im Senegal, sowie 1973 bis 1979 Botschafter in Pakistan war.

## Leben
Nach dem Abitur am Reformrealgymnasium Tempelhof in Berlin 1933 begann Scheske ein Studium der Volkswirtschaft an der Friedrich-Wilhelms-Universität Berlin und wurde 1941 zum Doktor der Wirtschaftswissenschaften promoviert (Dissertation: „Die auswärtigen Kapitalbeziehungen Sowjetrusslands“).
Scheske war als Student von 1933 bis 1935 SS-Anwärter mit der Mitgliedsnummer 216 977. Von 1935 bis 1938 leistete er den dreijährigen Wehrdienst und wurde als Leutnant d.R. entlassen. Während des Zweiten Weltkriegs nahm er am Überfall auf Polen, am Westfeldzug und am Überfall auf die Sowjetunion teil und erhielt u. a. 1940 das Eiserne Kreuz I. Klasse und 1945 die Ehrenblattspange des Heeres.
Von einer Verwundung genesen, heiratete Scheske im Mai 1942 die österreichische Sportlehrerin Maria Reinelde Hämmerle. Im selben Jahr wurde er zum Regierungsreferendar ernannt. 1946, nach kurzer Kriegsgefangenschaft, begann er beim Landratsamt in Füssen seinen Vorbereitungsdienst, den er im Herbst 1949 mit der Großen Staatsprüfung für den höheren Verwaltungsdienst abschloss.

## Auswärtiger Dienst
Scheske trat im September 1950 in den höheren auswärtigen Dienst ein und fand Verwendungen in der Zentrale des Auswärtigen Amtes in Bonn sowie an verschiedenen Auslandsvertretungen. 1952 bis 1954 leitete er als Konsul das Generalkonsulat in Istanbul, Türkei. Nach einer Zwischenstation als persönlicher Referent des Bundestagspräsidenten Hermann Ehlers war er von 1955 bis 1958 Gesandtschaftsrat in Athen, Griechenland. 1962 bis 1967 leitete er als Vortragender Legationsrat Erster Klasse das Referat „NATO, WEU (Militärische Angelegenheiten) und Verteidigung“ in der Politischen Abteilung West 2 im Auswärtigen Amt.
Am 6. April 1967 wurde Scheske als Nachfolger von Hans-Ulrich von Schweinitz zum Botschafter in Thailand ernannt und trat diese Position am 31. Juli 1967 an. In dieser Funktion wurde er im Juni 1968, nachdem am 5. Mai 1968 der Geschäftsträger der Botschaft in Saigon, Freiherr Hasso Rüdt von Collenberg, während des Vietnamkrieges auf offener Straße von Angehörigen des Vietcong erschossen worden war, vorübergehend auch kommissarischer Leiter der Deutschen Botschaft in Südvietnam.
1971 wurde er Botschafter in Dakar, Senegal, als Nachfolger von Rudolf Junges und 1973 Botschafter in Islamabad, Pakistan, als Nachfolger von Norbert Berger. In Zusammenhang mit Gerüchten, die USA stünden hinter der Besetzung mit Geiselnahme der Großen Moschee in Mekka, setzte am 21. November 1979 ein studentischer Mob die US-Botschaft in Islamabad in Brand. Botschafter Scheske begab sich mit seinem Militärattaché und in Begleitung seiner Ehefrau Reinelde vor Ort und versuchte, die Demonstranten vor der US-Botschaft zu besänftigen. Er übte das Botschafteramt in Pakistan bis zu seinem Eintritt in den Ruhestand 1980 aus und wurde durch Klaus Terfloth abgelöst.

## Schriften
- Ulrich Scheske: Altchinesische Kriegslehren. In: Aus der Schule der Diplomatie. 1. Auflage. Econ-Verlag, Düsseldorf 1965;[15]
- Ulrich Scheske: Ein Herr aus Byzanz. In: Der Diplomat: eine Festschrift z. 70. Geburtstag von Hans von Herwarth. Verlag Donau-Courier, Ingolstadt 1974[16]